# I bitwa nad Dojranem
I bitwa nad Dojranem (bułg. Битка при Дойран) – bitwa stoczona w dniach 9–18 sierpnia 1916 podczas I wojny światowej, pomiędzy armią bułgarską a siłami francusko-angielskimi.

## Bitwa
Na początku sierpnia 1916 roku 3 dywizje francuskie i 1 angielska uderzyły na pozycje bułgarskie w pobliżu jeziora Dojran bronione przez 2 Tracką Dywizję Piechoty. Atak rozpoczął się 9 sierpnia ciężkim ostrzałem artyleryjskim na pozycje bułgarskie. Wszystkie ataki wojsk Ententy 10, 15, 16 i 18 sierpnia zostały odparte przez wojska bułgarskie, wobec czego wojska francusko-angielskie wycofały się do dawnych pozycji z dużymi stratami – około 3200 zabitych i rannych. Wojska bułgarskie straciły łącznie 1356 żołnierzy.